# Куремаа
Ку́ремаа (ест. Kuremaa alevik) — селище в Естонії, у волості Йиґева повіту Йиґевамаа.

## Населення
Чисельність населення на 31 грудня 2011 року становила 296 осіб.

## Географія
Селище лежить на північному березі озера Куремаа на відстані приблизно 10 км на схід від міста Йиґева.
Через селище проходить автошлях 136 (Куремаа — Соомевере), також від селища починається дорога 135 (Лайузе — Куремаа).

## Історія
Перші згадки про поселення, що тоді було селом і мало назву Коримек (Korymek), датуються 1582 роком. В історичних текстах трапляються також інші назви поселення: Kurremois, Jensel та Jenselhof.

## Пам'ятки

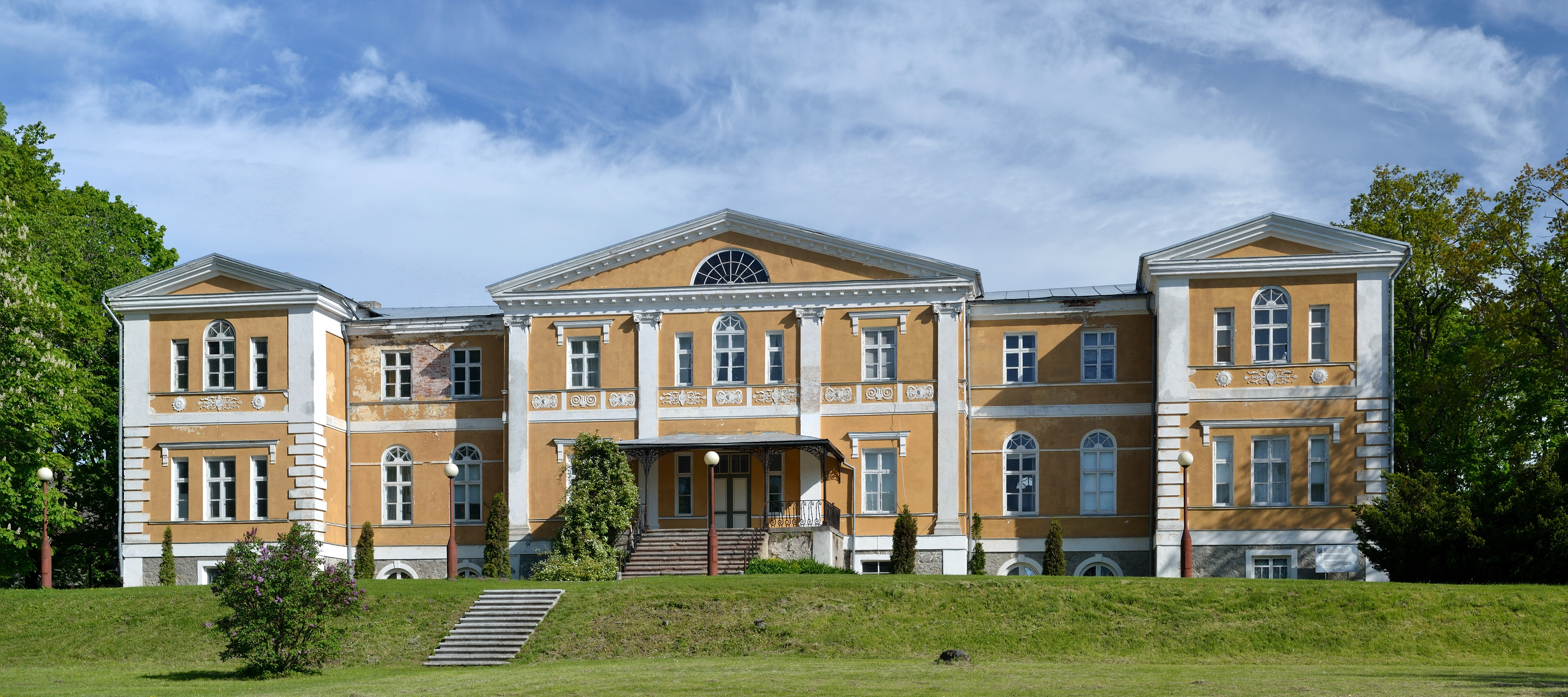
Головна будівля маєтку Куремаа

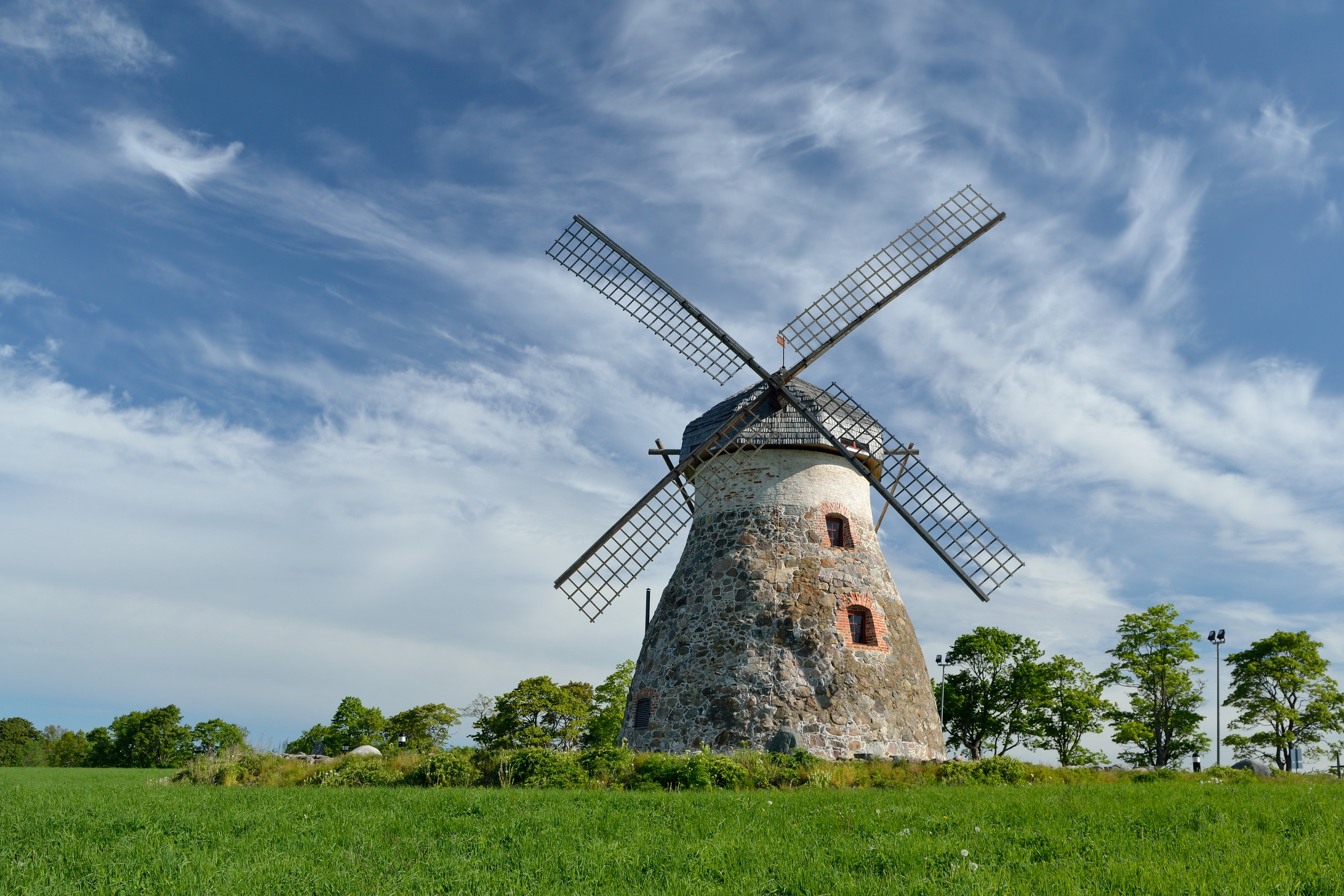
Вітряк на території маєтку Куремаа

У середині XVI століття на місці сучасного Куремаа Йоганн Врангель побудував садибу. У 1834 році маєток придбав Олександр фон Еттінґен. 1919 року миза Куремаа була націоналізована.

## Видатні особи
У Куремаа народився естонський кінорежисер Теодор Лутс (1896—1980), брат естонського письменника і драматурга Оскара Лутса.